# 표트르 표도로프
표트르 표도로프(Пётр Петрович Фёдоров, 1982년 4월 21일 ~ )는 러시아의 배우, 감독, 각본가, 텔레비전 배우이다.
모스크바에서 태어났다.

## 영화
- 파일럿: 배틀 포 서바이벌 (2021년) - 니콜라이 역
- 스푸투닉 (2020년)
- 블랙아웃: 인베이젼 어스 (2019년) - 유리이 그루보프 역
- 결투 (2016년)
- 아이스브레이커 (2016년)
- 모탈 어페어 (2016년) - 안드레이 역
- 더 포트리스 (2015년) - 목소리 역
- 더 테리토리 (2015년)
- 로디나 (2015년)
- 1942: 최정예특수부대 스페츠나츠 (2015년) - 페돗 바스코프 역
- 시베리아의 도망자 (2014년)
- 네 이웃의 아내를 탐하지 마라 (2014년) - 아르튬 역
- 스탈린그라드 (2013년)
- 더 피라미드 (2011년)
- 다크 아워 (2011년) - 안톤 역
- 클럽 포보스 (2010년)
- 러시아 88 (2009년)
- 인해비티드 아일랜드 2: 최후의 전투 (2009년)
- 레볼루션 아일랜드 (2008년) - 게이 역